# Clare de Brereton Evans
Clare de Brereton Evans (1866-1935) fue una científica y académica británica y la primera mujer en obtener un doctorado en Química en el Reino Unido.

## Biografía
Fue educada en el Cheltenham Ladies College y obtuvo una licenciatura en 1889. Después de la graduación realizó investigación en el  Central Technical College, donde se doctoró con un trabajo sobre aminas aromáticas en 1897, convirtiéndose en la primera mujer británica en obtener un doctorado en Química.
Comenzó a dar clases en la London School of Medicine for Women en 1898 y también realizó investigación en el University College de Londres, donde publicó una serie de artículos, uno de los cuales describe sus intentos de separar un elemento no identificado de los residuos de hierro.
Fue una de las diecinueve químicas signatarias de una petición a la Chemical Society realizada en 1904, en ella se solicitaba la admisión de mujeres en su membresía. La petición fue importante ya que eventualmente cumplió con su objetivo.